# N6-ciklopentiladenozin
6-ciklopentiladenozin (CPA) je lek koji deluje kao selektivni agonist adenozinskog A1 receptora. On uglavnom ima kardiovaskularno dejstva sa samo suptilnim izmenama ponašanja. CPA je u širokoj upotrebi u naučnim istraživanjima adenozinskog receptora i korišten je za razvoj velike familije derivata.